# Mīnat al Bayḑā
Mīnat al Bayḑā eller Minet el-Beida (arabiska: منية البيضا) är en vik i Syrien.   Den ligger i provinsen Latakia, i den västra delen av landet, 240 kilometer norr om huvudstaden Damaskus.
Trakten runt Mīnat al Bayḑā består till största delen av jordbruksmark. Runt Mīnat al Bayḑā är det tätbefolkat, med 493 invånare per kvadratkilometer.